# 次はオレらだ!東京爆裂DJ
次はオレらだ!東京爆裂DJ（つぎはオレらだ とうきょうばくれつディージェイ）は、1996年4月13日から1997年4月5日まで、TBSラジオをキー局にJRN系で毎週土曜日に放送された深夜番組。

## 概要
前番組だった『ウィークエンド・ミッドナイト☆パーティー』（1995年10月－1996年3月）から松宮麻衣子が引き続き出演したが、本番組タイトルに『次はオレらだ!』とあるとおり、女性中心の前番組とは一転して男性中心の番組となった。
番組内容は、最初は松宮や爆笑問題の担当コーナーのあと、ゲストを呼んでのトークが中心だったが、メインナビゲーターが替わるごとに担当コーナーが増え、最終的にはウルフルズや林家たい平らを加えた担当コーナーが中心となった。
1年間の放送終了後、爆笑問題は1997年4月から平日帯の深夜番組『UP'S』の火曜日担当パーソナリティとなった（『爆笑問題カウボーイ』の開始）。また、ウルフルズの担当コーナーが番組として独立し、数年間放送された。

## 放送時間・ネット局
最初の半年はTBSラジオのみ26:30から29:00の2時間半で、他のネット局は27:00からの飛び乗りスタート（2時間）だったが、1996年10月改編でTBSラジオの放送時間が30分短縮され27:00スタートとなり、他のネット局同様になった。

### TBSラジオ
- 土曜日 26:30 - 29:00（1996年4月13日－10月5日）
- 土曜日 27:00 - 29:00（1996年10月12日－1997年4月5日）

### 他のネット局
- 土曜日 27:00 - 29:00（1996年4月13日－1997年4月5日）
  - 北海道放送
  - 秋田放送
  - ラジオ福島
  - 新潟放送
  - 山陽放送
  - RKB毎日放送
  - 大分放送
  - 宮崎放送
  - 琉球放送

## パーソナリティ

### メインナビゲーター
番組開始当初はTBS社員の関谷浩至がメインナビゲーターを務めたが、開始数か月後に目の病気を患い降板。のちに林家たい平に交代し、その後マンスリーゲストが務めることになり、水野あおいらが出演した。

### コーナーパーソナリティ
- 松宮麻衣子「麻衣子のMyWave」（番組開始〜終了。27時台の放送）
- 爆笑問題「爆笑問題メゾフォルテ」（番組開始〜終了。27時 - 28時台の放送）
- ウルフルズ「ウルフルズの地味ラジオ」（途中〜終了。27時 - 28時台の放送）　
  - 番組終了後、コーナー名を番組名として独立し2001年まで放送された。
- 林家たい平「林家たい平のよかちょろでいこう!」（メイン降板後〜終了。28時台の放送）

#### 備考
松宮は、大阪・毎日放送の『謎なぞドリーミン』に月1回ゲスト出演していたが、放送時間が当番組と被っており、放送エリアは異なるものの時々同じ時間帯に同時出演することもあった。ちなみに「麻衣子のMyWave」は録音コーナーで、HPの更新が毎週金曜日に行われていた。